# Sistema estructural

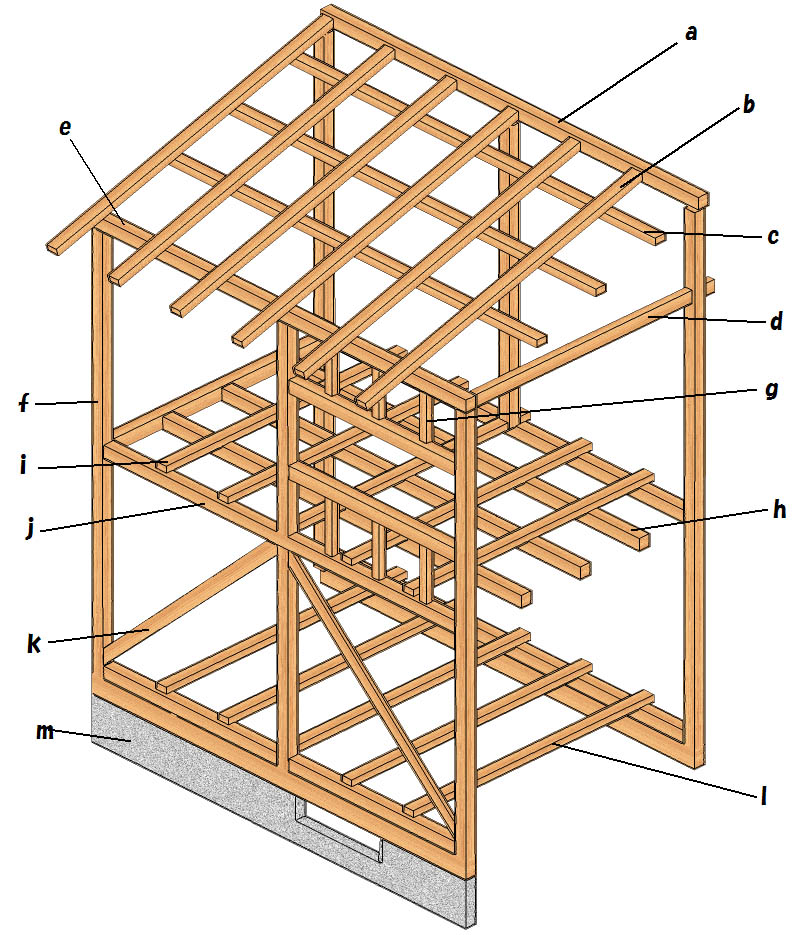
Construcción de entramado de madera. a: cumbrera b: cabrio c: correa d: viga e: viga de alero f: poste pasante g: dintel h: viga de forjado i: viga de unión j: revestimiento k: arriostramiento l: viguetas m: cimentación

Un sistema estructural es el modelo físico o cuerpo que sirve de marco para los elementos estructurales, y que refleja un modo de trabajo. Un objeto puede tener, a su vez, una mezcla de sistemas estructurales.
Pueden clasificarse por su campo de actuación (informática, molecular...), sistema de trabajo (de vector activo, de compresión, de tracción...) y material (fibra natural, piedra natural, cerámica...).

## Sistemas arquitectónicos por tipo y modo de trabajo

### Sistemas aporticados
Sistema aporticado es el que utiliza como estructura una serie de pórticos dispuestos en un mismo sentido, sobre los cuales se dispone un forjado. Es independiente de su arriostramiento, que podrá hacerse con pórticos transversales, cruces de San Andrés, pantallas u otros métodos; y del material utilizado, generalmente hormigón o madera. Este sistema es el más utilizado hoy en día en las zonas desarrolladas, especialmente en hormigón desde la patente Domino de Le Corbusier. Los forjados transmiten las cargas a los pilares o muros, y éstos a la cimentación.

### Sistemas abovedados
Con un origen hipotético en los primeros hornos de fundición, fue un sistema muy utilizado en Mesopotamia y la Edad Media europea. Se basa en bóvedas, que centran las cargas en arcos reforzados por pilastras o contrafuertes. Para utilizarlo se precisan materiales que aguanten bien los esfuerzos de compresión, por lo que tradicionalmente se han construido en ladrillo cerámico o piedra.
Puede hacerse una subdivisión con los sistemas cupulados, cuyas cúpulas se arriostran con pechinas, permitiendo espacios centrales muy amplios. Este sistema fue muy utilizado en el Imperio bizantino, siendo su ejemplo más conocido Santa Sofía, en Estambul.

### Sistemas tensados
Se dice de todos los sistemas que trabajan a tracción, como los de cables. Pueden ejemplificarse en las carpas de los circos. También pueden ser sistemas de barras rígidas. Los materiales que se utilizan son los que tienen una elevada resistencia a tracción, como el acero.

### Sistemas hinchables
Funcionan bajo la presión de un gas comprimido entre membranas. El gas hace que las membranas -telas, plásticos u o materiales sintéticos- se estiren hasta que ya no den más de sí, y la propia presión que genere hace que la estructura no se venga abajo. Los puestos de este tipo que se montan para las competiciones deportivas y las atracciones infantiles en las que los niños se divierten en saltar pueden servir de ejemplo.

### Sistemas mixtos
Hay sistemas que utilizan propiedades de los anteriormente citados. Por ejemplo, sistemas en voladizo que utilizan un gran apoyo que funciona a compresión, con un cable a modo de segundo apoyo, que a su vez lleva las cargas al primero. Fundamentalmente, el primer apoyo estará trabajando a compresión compuesta, el voladizo realmente será una viga que funcione a flexión, y el cable trabajará a tracción.